# Antsoha (Belo sur Tsiribihina)
Pour les articles homonymes, voir Antsoha.
Antsoha est une commune urbaine malgache située dans la partie centre-ouest de la région du Menabe.

## Démographie
Il n'existe qu'une école primaire.
55 % de la population sont des agriculteurs, 35 % éleveurs, 5 % pêcheurs, et 5 % dans les services.
On y cultive principalement les lentilles, de la patate douce et du maïs.